# Plastic People
Plastic People is een muziekalbum dat het producerstrio Kraak en Smaak uitbracht op 4 april 2008. Het album bevat onder andere de single Squeeze Me.

## Tracklist
| nummer | track                       | duur  |
| ------ | --------------------------- | ----- |
| 1.     | Bobby & Whitney             | 5:48  |
| 2.     | Squeeze Me                  | 3:18  |
| 3.     | Plastic People              | 5:33  |
| 4.     | Enzo                        | 1:14  |
| 5.     | Man of Constant Sorrow      | 4:54  |
| 6.     | That's My Word              | 3:49  |
| 7.     | Cornered                    | 6:32  |
| 8.     | California Roll             | 5:33  |
| 9.     | Thinking Back               | 5:01  |
| 10.    | Il Serpente                 | 4:54  |
| 11.    | Ready for Life              | 5:01  |
| 12.    | Ain't Gonna Take It No More | 5:29  |
| 13.    | To Everyone Who Has         | 10:18 |

## Hitnotering
| "Plastic People" in de Nederlandse Album Top 100 - binnen: 12 april 2008 | "Plastic People" in de Nederlandse Album Top 100 - binnen: 12 april 2008 | "Plastic People" in de Nederlandse Album Top 100 - binnen: 12 april 2008 | "Plastic People" in de Nederlandse Album Top 100 - binnen: 12 april 2008 | "Plastic People" in de Nederlandse Album Top 100 - binnen: 12 april 2008 | "Plastic People" in de Nederlandse Album Top 100 - binnen: 12 april 2008 | "Plastic People" in de Nederlandse Album Top 100 - binnen: 12 april 2008 | "Plastic People" in de Nederlandse Album Top 100 - binnen: 12 april 2008 | "Plastic People" in de Nederlandse Album Top 100 - binnen: 12 april 2008 | "Plastic People" in de Nederlandse Album Top 100 - binnen: 12 april 2008 | "Plastic People" in de Nederlandse Album Top 100 - binnen: 12 april 2008 | "Plastic People" in de Nederlandse Album Top 100 - binnen: 12 april 2008 | "Plastic People" in de Nederlandse Album Top 100 - binnen: 12 april 2008 | "Plastic People" in de Nederlandse Album Top 100 - binnen: 12 april 2008 | "Plastic People" in de Nederlandse Album Top 100 - binnen: 12 april 2008 | "Plastic People" in de Nederlandse Album Top 100 - binnen: 12 april 2008 | "Plastic People" in de Nederlandse Album Top 100 - binnen: 12 april 2008 | "Plastic People" in de Nederlandse Album Top 100 - binnen: 12 april 2008 | "Plastic People" in de Nederlandse Album Top 100 - binnen: 12 april 2008 | "Plastic People" in de Nederlandse Album Top 100 - binnen: 12 april 2008 | "Plastic People" in de Nederlandse Album Top 100 - binnen: 12 april 2008 | "Plastic People" in de Nederlandse Album Top 100 - binnen: 12 april 2008 | "Plastic People" in de Nederlandse Album Top 100 - binnen: 12 april 2008 | "Plastic People" in de Nederlandse Album Top 100 - binnen: 12 april 2008 | "Plastic People" in de Nederlandse Album Top 100 - binnen: 12 april 2008 | "Plastic People" in de Nederlandse Album Top 100 - binnen: 12 april 2008 | "Plastic People" in de Nederlandse Album Top 100 - binnen: 12 april 2008 | "Plastic People" in de Nederlandse Album Top 100 - binnen: 12 april 2008 |
| Week                                                                     | 01                                                                       | 02                                                                       | 03                                                                       | 04                                                                       | 05                                                                       | 06                                                                       | 07                                                                       | 08                                                                       | 09                                                                       | 10                                                                       | 11                                                                       | 12                                                                       | 13                                                                       | 14                                                                       | 15                                                                       | 16                                                                       | 17                                                                       | 18                                                                       | 19                                                                       | 20                                                                       | 21                                                                       | 22                                                                       |                                                                          | 23                                                                       |                                                                          | 24                                                                       |                                                                          |
| ------------------------------------------------------------------------ | ------------------------------------------------------------------------ | ------------------------------------------------------------------------ | ------------------------------------------------------------------------ | ------------------------------------------------------------------------ | ------------------------------------------------------------------------ | ------------------------------------------------------------------------ | ------------------------------------------------------------------------ | ------------------------------------------------------------------------ | ------------------------------------------------------------------------ | ------------------------------------------------------------------------ | ------------------------------------------------------------------------ | ------------------------------------------------------------------------ | ------------------------------------------------------------------------ | ------------------------------------------------------------------------ | ------------------------------------------------------------------------ | ------------------------------------------------------------------------ | ------------------------------------------------------------------------ | ------------------------------------------------------------------------ | ------------------------------------------------------------------------ | ------------------------------------------------------------------------ | ------------------------------------------------------------------------ | ------------------------------------------------------------------------ | ------------------------------------------------------------------------ | ------------------------------------------------------------------------ | ------------------------------------------------------------------------ | ------------------------------------------------------------------------ | ------------------------------------------------------------------------ |
| Nummer                                                                   | 20                                                                       | 19                                                                       | 20                                                                       | 16                                                                       | 22                                                                       | 24                                                                       | 25                                                                       | 23                                                                       | 38                                                                       | 40                                                                       | 64                                                                       | 52                                                                       | 63                                                                       | 67                                                                       | 50                                                                       | 88                                                                       | 69                                                                       | 72                                                                       | 82                                                                       | 69                                                                       | 92                                                                       | 87                                                                       | uit                                                                      | 96                                                                       | uit                                                                      | 89                                                                       | uit                                                                      |